# Peel River (Namoi River)
Der Peel River ist ein Fluss im Norden des australischen Bundesstaates New South Wales.

## Geographie
Er entspringt an den Nordhängen der Liverpool Range südlich des Dorfes Nundle. Von dort fließt er nach Norden durch die Vorberge der Great Dividing Range, durch Woolomin und Piallamore und ergießt sich in die Liverpool Plains bei Tamworth. Er wendet seinen Lauf nach Westen und mündet gleich unterhalb des Keepit-Stausees in den Namoi River. Der Cockburn River ist der wichtigste Nebenfluss des Peel River und mündet bei Nemingha, östlich von Tamworth, ein.
Südlich von Woolomin liegt der Chaffey-Stausee, wo der Peel River aufgestaut wird, um Trinkwasser für Tamworth zur Verfügung zu stellen.

## Name
Der Peel River wurde nach Sir Robert Peel, einem bekannten britischen Politiker in der Zeit der britischen Entdecker in Australien, benannt.

## Fauna und Flora
Der wissenschaftliche Name des Dorschbarschs Maccullochella peelii peeli (engl. Murray cod) wurde vom Peel River abgeleitet. Thomas Livingstone Mitchell hatte ihn zuerst in den Wassern dieses Flusses entdeckt.